# Птолемей IV
Птолемей IV Филопатор (на гръцки: Πτολεμαίος Φιλοπάτωρ), син на Птолемей III и Береника II е четвъртият фараон на Птолемеев Египет. Управлява в периода 221 до 204 пр.н.е. По време на неговото управление започва загуба на владенията и упадък на династията на Птолемеите.
Прозвището „Филопатор“ (от гръцки „обичащ баща си“) вероятно е подигравателно, тъй като сред народа се носели слухове, че Птолемей IV поема властта, след като отравя баща си. От 220 пр.н.е. Птолемей IV е женен за сестра си Арсиноя III, от която има един син – Птолемей V (роден 210 пр.н.е.).
Птолемей IV е запомнен като безволев владетел, отдаден на забавления и ритуални богослужения, напълно зависим в делата си от придворните любимци и наложници. Също като предшествениците си е любител на изкуството и разкоша, но проявява повече ексцентричност и е безразличен към интелектуалните занимания.
При възкачването си Птолемей IV заварва царството в цветущо състояние. Управлението се ръководи от придворния Сосибий, който отстранява роднините на царя. Незаинтересован от държавните дела, Птолемей се въвлича в разпуснати удоволствия.
Новият цар много бързо изгубва териториите, завзети от баща му. От 221 пр.н.е. селевкидският цар Антиох III започва настъпление срещу Птолемеевото царство, възвръща Сирия под своя власт и напада Финикия. В следващите няколко години той отнема Коилесирия и Юдея. Достигайки до границите на самия Египет, Антиох поставя правителството на Птолемей пред непосредствена заплаха. Дворцовата клика в Александрия реагира нерешително, армията е отслабена и дезорганизирана, поради което започват спешни набори сред местното население.
Войната срещу Селевкидите през 219 – 217 пр.н.е. (или Четвърта сирийска война) в крайна сметка завършва победоносно за Птолемей IV. В битката при Рафия през 217 пр.н.е. войската на фараона разгромява тази на Антиох III Велики и спира настъплението му към Александрия, но впоследствие сирийският цар удържа няколко победи и установява своя власт в Палестина. По този начин в хода на войната със Селевкидите са загубени всички владения в Сирия. Съгласно мирния договор обаче Птолемей запазва Юдея, където по-късно предприема репресии срещу евреите, понеже са подкрепили Антиох.
Въоръжаването на част от местното египетско население по време на войната създава опасно положение за управляващото гръко-македонско малцинство. Безправните египетски селяни, превърнати във войници, се обръщат срещу чуждата династия и непопулярния фараон. В резултат на избухналите след 210 пр.н.е. големи въстания на коренното население в Горен Египет, южните територии на страната се отделят като самостоятелно царство под властта на местни фараони в продължение на повече от десетилетие. Обостря се и борбата в средите на елинистическата аристокрация. През 204 пр.н.е. Птолемей IV и Арсиноя III са убити в дворцов заговор, а на престола е качен малолетният Птолемей V.

## Други
Птолемей IV пише в Александрия трагедия за Адонис.
Той изгражда в центъра на града mnema, която днес се нарича Сема, където поставя телата на своите предшественици, вкл. и Александър Македонски.
Поръчва построяването на гигантска за времето си галера с 40 реда гребла и дължина около 128 метра.